# Madalena Penitente (Ticiano, 1533)
Madalena Penitente é uma pintura de Maria Madalena por Ticiano, datada de cerca de 1533 e assinada "TITIANUS" no vaso de unguentos, à esquerda. Está atualmente exposta na Sala di Apollo do Palazzo Pitti , em Florença, Itália.

## História
O quadro foi encomendado pelo Duque de Mântua, Federico Gonzaga, como imagem devocional para a famosa poeta Vittoria Colonna (1490-1547). No entanto, acredita-se que Vittoria ofereceu a Madalena a Eleonora Gonzaga, pois a pintura foi encontrada, em 1631, na coleção do seu filho, o Duque de Urbino. Vittoria, uma sábia e devota mulher, obteve grande inspiração na imagem de Ticiano, mesmo apesar deste retrato de Madalena ser muito sensual. Madalena surge radiante sobre um plano de fundo escuro, como se a luz que a ilumina fosse interior, levando Vittoria a acreditar que Madalena "brilhava com a sua paixão ardente por Cristo".

## Análise
A representação de Madalena como uma mulher pecadora, que reencontrou o caminho da virtude quando encontrou Jesus, era muito popular no século XVI, permitindo aos artistas combinarem o erotismo e a religião sem provocarem escândalo. A versão de Ticiano apresenta Madalena durante um momento de grande exaltação e profundo arrependimento, com lágrimas nos olhos (uma referência à unção de Jesus) e o olhar levantado para o céu. A sua nudez, cujo erotismo não passou despercebido a Vasari, refere-se à lenda medieval, de que as roupas de Madalena se desfizeram durante os trinta anos que ela passou no deserto, em penitência, após a Ascensão de Jesus. De facto, na arte ocidentl, a maioria dos artistas retrata Maria Madalena sem roupas, ou apenas com vestidos soltos, tal como na representação posterior de Ticiano, de 1565. De acordo a Lenda Dourada, Madalena passou os seus últimos anos nua e sozinha num eremitério, nas montanhas da Provença, alimentado por anjos que a visitavam diariamente. A ausência de roupas simbolizava também o abandono de todos os bens materiais, a favor da fé em Cristo. Os cabelos louros, as carnes abundantes e os lábios cheios correspondem ao ideal de beleza da época da Renascença.